# بجساراي
بجساراي رمزها «BE» (بالإنجليزية: Begusarai)‏ ، هو تقسيم إداري لدولة الهند تتبع ولاية بيهار (بالإنجليزية: Bihar)‏ ، مركزها هو مدينة بجساراي (بالإنجليزية: Begusarai)‏ عدد سكانها حسب تعداد سنة 2001 هو 2,954,367 ، مساحتها 1,917 كم² وكثافة السكان 1,540 لكل كم² .